# Hermandad de Confalón (Écija)
La Hermandad del Confalón es una cofradía de la Semana Santa de Écija, provincia de Sevilla, Andalucía, España. Realiza una procesión anual en la tarde del Jueves Santo. El nombre completo de la corporación es: Real y Fervorosa Hermandad y Cofradía de Penitencia del Bienaventurado San Francisco de Paula, Santísimo Cristo de la Sagrada Columna y Azotes, Santísimo Cristo del Confalón, Nuestra Señora de la Esperanza y de la Purísima Concepción de María. Se encuentra establecida canónicamente en la Iglesia Conventual de la Victoria, sita en el barrio homónimo de la ciudad sevillana de Écija.

## Historia

### Fundación
Se desconoce la fundación de la actual Hermandad del Confalón, la referencia documental más antigua conocida la sitúa ya en 1470 en la desaparecida ermita de San Martín. Así se desprende de la petición realizada por el hermano mayor al cardenal arzobispo de Sevilla en 1852 para mediar en la disputa sobre una imagen de Jesús Nazareno, que sería propiedad de la cofradía al menos desde esa fecha.
Esta ermita de San Martín pasó a los religiosos Mínimos en 1505, tomando posesión en la fiesta de la Visitación, el 2 de julio de 1506 e iniciándose sobre el mismo terreno la construcción del convento de la Victoria; que sería el cuarto de la orden que se fundó en España.
Debajo del altar mayor del antiguo convento había una pequeña capilla y en ella un altar con una imagen del Glorioso Apóstol San Pablo, pues fue en este lugar donde se apareció el apóstol el 20 de febrero de 1436.
Es inevitable establecer una relación de la cofradía con los Mínimos, con la zona de Puerta Osuna (donde se ubicaba la antigua ermita) y con la cercana Puerta Cerrá, lugar elegido por estos frailes Mínimos para fundar también un convento de monjas victorianas de la Orden de San Francisco de Paula promovido en 1508 por el provisor Andrés de Medina. La iniciativa es frustrada por los Carmelitas Calzados en 1515 dada la cercanía de su convento y el de monjas carmelitas de Nuestra Señora de los Remedios (fundado en 1450), donde finalmente tendrá su sede la cofradía mientras se realizan las obras en la iglesia de la Victoria.
Hay constancia de cofradías de flagelantes que procesionaban con la Imagen de Cristo Atado a la Columna desde 1519 y existen reseñas a la Hermandad del Confalón de 1530, junto a diversos contratos y escrituras que nos hablan de ella en la segunda mitad del siglo XVI , antes de la fecha de sus reglas.
La cofradía se adaptó a las nuevas doctrinas del Concilio de Trento (1545-1563), tal y como se desprende de la aprobación de sus reglas. Este hecho tuvo lugar el 12 de diciembre de 1570, siendo provisor general del arzobispado el Dr. Mesía de Lasarte y tomando como advocación la Sagrada Columna y Azotes de Nuestro Señor Jesucristo. Al menos desde ese año, la hermandad procesiona cada Jueves Santo con una imagen de Cristo Atado a la Columna.
En 1574, tras pasar unos meses en el convento del Carmen, se traslada definitivamente a la Victoria, cuyas obras en la iglesia ya están lo suficientemente avanzadas como para albergar a la cofradía, que se ubica en una de las capillas secundarias. 
En 1583 se produjo una agregación de cinco capítulos a la regla inicial. Se incluyen las advocaciones de San Francisco de Paula y Nuestra Señora de la Esperanza y se ordena incorporar a la procesión del Jueves Santo las imágenes de «un Christo con la cruz a cuestas y un Ecce Homo y un Christo crucificado, porque es el título de la Sagrada Coluna y Pasçión de Jesschristo y de la Santa Cruz de Jessusalén (sic) y de nuestro padre san Francisco de Paula».
Con posterioridad a esta fecha, no existe mucha información escrita sobre la hermandad a causa de las múltiples pérdidas de documentación debidas a infortunios, desastres naturales y acontecimientos políticos. Es interesante indicar también que la sede canónica de la Hermandad del Confalón, el convento de la Victoria, no dependía de la jurisdicción del arzobispado hispalense, si no de la división de la Orden Mínima, que en este caso pertenecía a Granada.
La documentación del convento tras las exclaustraciones del siglo XIX, almacenada en el Archivo General de la Orden de los Mínimos de la Delegación de España y el Archivo General Central de Alcalá de Henares, quedó destruida en sendos incendios en 1909 y 1939.

### sigloXVII. Pleitos y precedencia
A partir del siglo XVII son frecuentes los conflictos entre las principales hermandades por cuestiones de orden y precedencia en sus desfiles procesionales. En ocasiones, las desavenencias desembocaron en verdaderas reyertas entre disciplinantes armados. Así ocurrió en la Semana Santa de 1622 cuando, según declaración de Lorenzo de la Peña, notario de la vicaría de Écija, «... la cofradía de la Columna que sale del Conbento de la Vitoria tubo mui grande pendencia y alboroto de cuchilladas con la cofradía del Dulcísimo Nombre de Jesús, saliendo de la iglesia mayor [de Santa Cruz] ...y si la justicia real de la dicha ciudad y el vicario y este testigo no acudieran muy aprisa a el remedio, suçedieran mui grandes desgraçias…».
Este y otros hechos provocaron la reacción en el Arzobispado de Sevilla que, mediante auto fechado el 1 de abril de 1623, mandó reducir las diez cofradías existentes a sólo siete, quitando las de la Concepción, la Coronación de Espinas y la del Ecce Homo y fijando el día y la hora de salida para las siete restantes. Además, relacionaba las hermandades por su orden de antigüedad; siendo la del Confalón la segunda, por detrás de la del Rosario (que posteriormente dejó de realizar estación de penitencia en Semana Santa). 
Aun así, los pleitos por cuestiones de precedencia entre las cofradías ecijanas continuaron produciéndose entre los siglos XVII y XIX, destacando los que tuvo la Hermandad del Confalón con la de la Sangre en 1668 y con la de la Merced en 1841. Dadas las continuas disputas entre la Cofradía del Confalón y la de la Merced por ver cuál era la más antigua, se llevó a cabo un acto de conciliación el 15 de abril de 1841, emitiéndose un laudo arbitral el 21 de abril del mismo año que fijaba las fechas de 1570 para la Hermandad del Confalón y 1577 para la Hermandad de la Merced . Desde entonces se acepta por todas las hermandades de Semana Santa de Écija a la del Confalón como la más antigua.

### sigloXVIII. Confalón y tradición de Labradores
Aunque desde la aprobación de sus reglas conocemos que en la procesión del Jueves Santo salían las imágenes de un Nazareno, un Ecce Homo y un Crucificado, además del Stmo. Cristo de la Sgda. Columna y Azotes, no es hasta 1774 cuando se cita por primera vez al Stmo. Cristo del Confalón en algún documento conocido.
En 1774 el licenciado Lope Muniz y Franco nos relata que, en su estación de penitencia anual, la conocida como Cofradía de la Columna procesionaba con «el Señor de la Columna, Santísimo Cristo de Confalón y Madre de Dios de la Esperanza».
Hay, no obstante, constancia documental de la salida cada Jueves Santo de una imagen de San Francisco de Paula que, costeada por la hermandad, fue objeto en 1788 de un convenio suscrito entre esta congregación y el convento de la Victoria. La hermandad cedió al convento la referida imagen para que fuera transformada en la del beato Gaspar Bono y como tal recibiera culto; por su parte, los religiosos Mínimos se comprometieron a prestar cada Jueves Santo a la hermandad la imagen de San Francisco de Paula, propia del convento y venerada en la iglesia, a fin de que formara parte del desfile procesional.
La tradición nos indica que esta hermandad está íntimamente ligada a los trabajadores del campo. Los cultos principales consisten en el septenario de las Siete Palabras, que concluye con la función llamada de «los Labradores» para pedir abundantes cosechas. Son numerosos y se pierden en el tiempo los triduos y salidas en rogativas por lluvia del Stmo. Cristo del Confalón. Estos actos eran solicitados por un número determinado de hermanos mediante cabildos extraordinarios y estos mismos hermanos se comprometían a costearlos. También, «en el caso que su Divina Majestad se eligiera socorrernos con su Santo rocío», se celebraba una función de acción de gracias y una vez terminada la misma, se socorría a los pobres «dándole a cada uno media hogaza de pan con el fin de que todos reunidos diéramos gracias al Todopoderoso puesto que nos había mirado con misericordia».

#### - Etimología y leyenda del Confalón
La palabra «confalón» significa pendón, estandarte o bandera larga; está compuesto de dos puntas o de varias serpentinas y suspendido por un travesaño. Fue utilizado inicialmente por las comunidades y cofradías medievales italianas. Los encuentros de estos grupos en Florencia, originalmente llamados «gonfaloni», cedieron finalmente su nombre a este tipo de banderas o estandartes. 
Puede ser diseñado con un dibujo vistoso, o como escudo de armas para guiar a las tropas. Aunque la conquista de Écija por parte de Fernando III tuvo lugar en 1240, la zona de la sierra sureste de Sevilla fue zona fronteriza con los musulmanes hasta el siglo XV y no era extraña la presencia de astigitanos en estos enfrentamientos, como en la toma de Málaga en 1487, donde además se encontraban los padres Mínimos. En 1571, en la lucha contra el Imperio Otomano, los combatientes de la Liga Santa también utilizaban estos confalones.
Pero igualmente el confalón ha sido usado en ceremonias eclesiásticas y procesiones. El «umbráculo» (ombrellino), un símbolo papal, también es llamado «confalón» debido a que suele representarse sobre uno. Los confalones tuvieron gran importancia como objetos religiosos cristianos en Europa durante la Edad Media. Se pintaban con témpera u óleo, a veces por las dos caras. Las imágenes elegidas eran las de los santos patrones de las ciudades, villas, hermandades o gremios, la Virgen con el Niño, Jesucristo, etc.
Estos estandartes de las cofradías solían mostrarse en la capilla de la hermandad o guardarse hasta que se necesitaban para su uso principal, las procesiones religiosas. Durante estas procesiones, el estandarte era portado sobre su asta por un miembro destacado de la cofradía.
El Stmo. Cristo del Confalón alude, por tanto, a la representación de un crucificado en uno de estos estandartes que, por su parecido, terminó dando nombre a la talla o viceversa.

### sigloXIX. Indulgencias, Marquesado de Peñaflor y devoción al Confalón
Según la tradición oral, la Sagrada Imagen del Santísimo Cristo del Confalón fue encontrada en el centenario pozo existente en la finca «Los Mutimentos», la cual se encuentra a unos 15 kilómetros de Écija, en la margen izquierda de la carretera de El Rubio.
Es necesario recordar que desde su fundación, esta hermandad es conocida como «Cofradía de la Columna» y la devoción por el Stmo. Cristo del Confalón tuvo un incremento exponencial en el primer tercio del siglo XIX, cobrando tanta importancia que modifica el nombre popular de la hermandad. Este es uno de los motivos por los que se suele situar en este periodo el hallazgo de la imagen, sobre todo teniendo en cuenta la inestabilidad política de la época. 
Las tropas francesas entraron en Écija el 27 de enero de 1810, llevándose a cabo exclaustraciones en conventos, apropiaciones y múltiples daños patrimoniales, además del robo de un gran número de objetos de valor. No resulta extraño pensar que el Santísimo Cristo del Confalón fuese escondido por alguna hermandad o particular de la zona, o incluso por la propia Hermandad del Confalón.
Las medidas desamortizadoras provocaron la exclaustración de los religiosos Mínimos y el cierre del convento en 1835; no obstante, la existencia de la hermandad contribuyó al mantenimiento del templo de la Victoria que quedó al frente de un capellán. A partir de entonces, la hermandad mantuvo su actividad y prestigio dentro de la Semana Santa ecijana, obteniendo dos Breves Pontificios de Gregorio XVI (1845) y Pío IX (1847), que premiaban con induIgencias a los fieles que visitaran la iglesia de la Victoria el Jueves y Viernes Santo.
En 1895, por mediación de Fernando Pérez de Barradas, marqués de Peñaflor y hermano mayor de la hermandad, la reina regente aceptó el nombramiento de hermano mayor honorario para S.M. el rey Alfonso XIII, consiguiendo así la hermandad el título de «Real». Este acontecimiento fue determinante para que el citado marqués regalara a la cofradía un estandarte de terciopelo rojo, bordado en oro, con el título de «Real Hermandad».
El 14 de marzo de 1898, la marquesa de Peñaflor, bordó en oro y piedras preciosas y donó el sudario que, en años impares, lleva el Santísimo Cristo del Confalón. Cuatro años después, el marqués de Peñaflor donó la magnífica cruz de taracea realizada en madera noble con incrustaciones de marfil, nácar y carey en la que se encuentra hoy en día la Sagrada Imagen.

### SiglosXXyXXI. La Tradición, el «Estilo Ecijano» y el Huerto del Moral
Derribado el templo de Nuestra Señora de la Victoria en 1965, la Hermandad del Confalón se trasladó a la vecina iglesia de Santiago, hermanándose con la del Stmo. Cristo de la Expiración en 1973. El convento fue reconstruido años después imitando parte de su estructura. Conservados algunos de sus retablos, sólo se mantuvo en pie la torre barroca del siglo XVIII y el panteón de los marqueses de Peñaflor, antiguos patronos del convento de Mínimos. La hermandad volvió a la que era su sede en 1974.
Durante esta etapa se experimenta un nuevo crecimiento en el seno de la cofradía. La influencia sevillana de los costaleros en la Semana Santa de Écija es un hecho desde mitad del siglo XX y la hermandad adquiere en 1979 el paso del Señor de la Salud de la Hermandad de los Gitanos de Sevilla para el Stmo. Cristo de la Sagrada Columna y Azotes, creando también la primera cuadrilla de hermanos costaleros de Écija. Dos años después hace lo propio con la cuadrilla de Ntra. Sra. de la Esperanza. Se realiza el actual paso de palio y un nuevo conjunto de figuras secundarias para el misterio.
Sin embargo, se consigue mantener la tradición barroca ecijana en todo lo que rodea al paso del Stmo. Cristo del Confalón. Durante siglos, el patrimonio autóctono de Écija moldeó su propio universo conceptual y generó un estilo propio, con peanas como tronos de reyes portadas a hombros por hermanos, azucenas por clavos, doseles, cruces de taracea como lugar de la manifestación divina, medias lunas para las Dolorosas, ráfagas o las potencias con la flor de lis real con las que Écija agradeció a Felipe IV el privilegio concepcionista.
Este «estilo ecijano» fue desapareciendo poco a poco en las hermandades astigitanas, pero aún puede observarse parcialmente en los pasos de Ntra. Sra. de la Soledad de la Hermandad del Santo Entierro, Ntra. Sra. de los Dolores de la Hermandad de la Expiración o, en toda su plenitud y conservando todos sus elementos, en el del Stmo. Cristo del Confalón, incluso se mantiene la denominación original de los cargos de la cofradía (albacea, depositario, hermano martillo, etc).
Se guarda también un libro de actas de principios del siglo XX con todos los nombres y aportaciones de los privilegiados «hermanos de paso» de la pasada centuria, esto es, los hermanos destinados a portar a hombros las peanas de sus titulares.
La hermandad del Confalón posee la guarda y custodia del Moral de la Victoria que, desde la «tradición confirmada», fue tomando en Écija poco a poco un cariz romántico y milagroso; y renueva el empeño astigitano por mantener a toda costa un árbol que tras más de 500 años, después de haber sido talado y dado por muerto varias veces, sigue dando hojas verdes cada año, asociándose a la Fe de Écija.
Actualmente, establecida en Ia iglesia del antiguo convento de la Victoria, celebra sus cultos, cabildos y elecciones según establecen sus reglas vigentes, aprobadas el día 2 de mayo de 1997 por el arzobispado de Sevilla. Los cultos actuales consisten en el «septenario de las Siete Palabras» que concluye con la mencionada «Función Principal de Labradores» para pedir abundantes cosechas, misa oficiada todos los viernes del año ante las Sagradas Imágenes y triduos del Stmo. Cristo de la Sagrada Columna y Azotes el Miércoles de Ceniza y de Nuestra Señora de la Esperanza el 18 de diciembre.

## Reseña artística
La Sagrada Imagen del Stmo. Cristo de la Sagrada Columna y Azotes es de autor anónimo del siglo XVI. Su majestuoso paso de estilo neorrococó, Pérez Calvo (1.945-46), tiene canastilla dorada policromada con detalles de rosas en rojo y cartelas con fondo de espejos, destacando sus altos candelabros con guardabrisas de cristal fino rematado con coronas doradas.

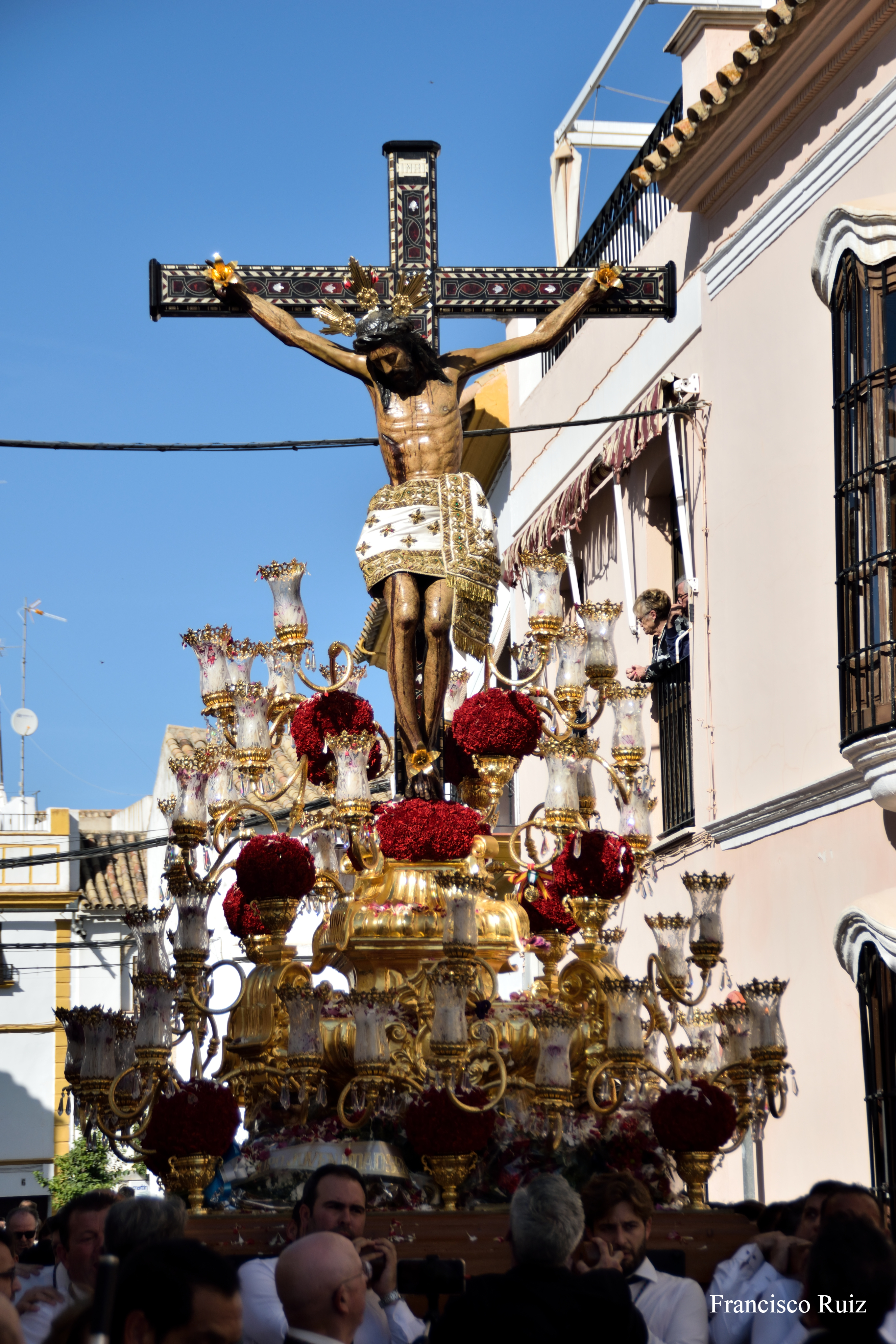
Stmo. Cristo de Confalón

Las maniguetas y respiraderos van en conjunto con la canastilla y esta, con detalle de rosetones también policromados,  contrasta con los faldones rojos con broches en cordón de oro. Se completa el Misterio con sayones de Rafael A. Rojas (1.995) con vestiduras de Basilio Crespo de Frutos y detalles de piel de Juan M. Díaz Baena. El Centurión, también de Rafael A. Rojas (1.995),tiene vestidura de gala de Basilio Crespo de Frutos y orfebrería de Villarreal, destacando la coraza cincelada, espada y casco con remate de plumas blancas.
La venerada Imagen del Stmo. Cristo del Confalón  clavado en una cruz ebonizada y con taracea de nácar, marfil y carey es de estilo renacentista con influencia gótica y de autor desconocido.
En 2018, tras la revisión de legajos del Archivo General de Protocolos del distrito Notarial de Écija de los siglos XVI y XVII, sale a la luz el encargo realizado en 1578 por el hermano mayor al pintor y entallador Luis Sánchez para la hechura de un crucificado. Aunque los autores de esta investigación creen probable que dicho crucificado sea el actual Stmo. Cristo de Confalón, la hermandad no reconoce esta autoría.
Procesiona en paso de peana barroca del siglo XVIII adornada con candelabros de metal sobredorado en oro fino de guardabrisas y tulipas con lágrimas de cristal. Es llevado a hombro de sus hermanos en dos «remúas» al antiguo estilo ecijano.
Procesiona Nuestra Señora de la Esperanza, de autor anónimo, en paso de palio bordado en tisú de oro sobre terciopelo verde, obra de José Luis Asencio, al igual que los faldones. Porta la Santísima Virgen manto bordado en oro sobre terciopelo verde, siendo obra maestra de Emilio Gómez Moreno y estrenado en 2012. Posee la Señora dos sayas de salida ambas bordadas en oro sobre tisú blanco, una de ellas de Emilio Gómez, en 2012, además de otras tantas sayas de camarín. De igual forma posee dos tocas de sobremanto bordadas en oro sobre malla de oro y manto de camarín bordado en oro sobre terciopelo verde.
En cuánto a la orfebrería destacan el resplandor y corona en plata de ley, dos coronas en plata y otra más en oro, la de salida. La orfebrería del palio es de Talleres de Villarreal.

## Túnicas
Las nazarenos visten túnicas blancas de capa, al igual que el antifaz, y llevan fajín de terciopelo con el escudo de la hermandad bordado; terciopelo rojo los del tramos del paso de misterio, negro los hermanos de paso y nazarenos del Crucificado y verde los nazarenos de los tramos del paso de palio.

## Paso por Carrera Oficial
| Predecesor: San Gil | Orden de entrada en Carrera Oficial (Jueves Santo) 1º lugar | Sucesor: La Sangre (Jueves Santo) |

## Curiosidades
- Es una de las hermandades más antiguas de ecija.[18][10]
- El paso del Stmo. Cristo del Confalón es el único que continúa procesionando al tradicional estilo de ecijano, llevado a hombros por hermanos de paso.
- El paso de Ntra. Sra. de la Esperanza es el único paso con crestería de Écija.
- Nuestra Señora de la Esperanza, tras abandonar el estilo ecijano, comenzó a salir en un palio de pequeñas dimensiones, después salió bajo un palio de cajón y respiraderos tallados de madera, tras este salió bajo un palio de terciopelo verde liso, con formas sevillanas. Finalmente salió con las actuales cresterías con unas bambalinas verdes lisas y posteriormente las que en la actualidad luce. Se contabilizan hasta 6 formas distintas de procesionar en apenas un siglo.
- Fue la primera Hermandad de Écija en tener cuadrilla de Hermanos Costaleros, creada en 1979 y realizando su primera estación de penitencia en 1980 con el Stmo. Cristo de la Sgda. Columna y Azotes y en 1982 con Ntra. Sra. de la Esperanza.
- El paso del Stmo. Cristo de la Sgda. Columna y Azotes perteneció a Ntro. Padre Jesús de la Salud de la Hermandad de los Gitanos.
- Es una Hermandad muy ligada al mundo del toreo pero sobre todo a los labradores y hortelanos siendo frecuente la salida del Stmo. Cristo de Confalón en rogativas por lluvia, la última el 9  de diciembre de 2017.
- En 1985, el Santísimo Cristo de la Salud (Hermandad de San Gil) tras su restauración, presidió una misa junto al Santísimo Cristo de Confalón en la Iglesia de la Victoria, junto al Altar Mayor debajo de éste. En 1995, diez años después, la bendición del Santísimo Cristo de Confalón tras su restauración se realizó en la Parroquia de San Gil y debajo de la Capilla del Santísimo Cristo de la Salud.
- La Hermandad custodia una Reliquia de San Francisco de Paula, que está expuesta en la Iglesia de la Victoria durante todo el año y procesiona en el paso de Ntra. Sra. de la Esperanza todos los jueves Santos.